# NGC 2953
NGC 2953 est une étoile située dans la constellation du Lion.
L'astronome britannique John Herschel a enregistré la position de cette étoile le 18 mars 1836.